# Ловелл (Вермонт)
Ловелл (англ. Lowell) — місто (англ. town) в США, в окрузі Орлінс штату Вермонт. Населення — 887 осіб (2020).

## Демографія
Згідно з переписом 2010 року, у місті мешкало 879 осіб у 340 домогосподарствах у складі 239 родин. Було 509 помешкань
Расовий склад населення:
| - 95,4 % — білих - 0,8 % — корінних американців - 0,6 % — чорних або афроамериканців - 0,5 % — азіатів |

До двох чи більше рас належало 2,0 %. Частка іспаномовних становила 1,4 % від усіх жителів.
За віковим діапазоном населення розподілялося таким чином: 26,1 % — особи молодші 18 років, 61,2 % — особи у віці 18—64 років, 12,7 % — особи у віці 65 років та старші. Медіана віку мешканця становила 40,0 року. На 100 осіб жіночої статі у місті припадало 107,3 чоловіків;  на 100 жінок у віці від 18 років та старших — 107,0 чоловіків також старших 18 років.
Середній дохід на одне домашнє господарство  становив 57 473 долари США (медіана — 53 661), а середній дохід на одну сім'ю — 60 239 доларів (медіана — 51 875). Медіана доходів становила 41 125 доларів для чоловіків та 29 786 доларів для жінок. За межею бідності перебувало 8,2 % осіб, у тому числі 3,1 % дітей у віці до 18 років та 21,7 % осіб у віці 65 років та старших.
Цивільне працевлаштоване населення становило 399 осіб. Основні галузі зайнятості: освіта, охорона здоров'я та соціальна допомога — 24,3 %, будівництво — 18,0 %, виробництво — 15,8 %, мистецтво, розваги та відпочинок — 14,8 %.